# سیوزانا کنتیکیان
سیوزانا لئونی «سیوزی» کنتیکیان (ارمنی: Սյուզաննա Լևոնի Կենտիկյան؛ زادهٔ ۱۱ سپتامبر ۱۹۸۷) یک بوکسور ارمنی-آلمانی است.

## زندگی‌نامه
سیوزانا کنتیکیان قهرمان بوکس زنان جهان از ارمنی‌های مشهور اروپا و متولد ۱۱ سپتامبر ۱۹۸۷ در شهر ایروان می‌باشد. وی از سال ۱۹۹۶ میلادی در شهر هامبورگ آلمان ساکن می‌باشد و ورزش بوکس را از سن ۱۲ سالگی آغاز کرده‌است. سیوزی هر چند در خارج از ارمنستان زندگی می‌کند اما سرزمین مادری خود را فراموش نکرده‌است. در ماه اوت ۲۰۱۰ او ضمن بازدید از ارمنستان با هرانوش هاکوبیان وزیر دیاسپورای ارمنستان نیز دیدار و گفتگو داشت.
" سیوزی کنتیکیان "، قهرمان بوکس سبک‌وزن WBO, WBA و WIBF با پیروزی بر رقیب تایلندی خود مقام قهرمانی اش را حفظ نمود.

## نگارخانه

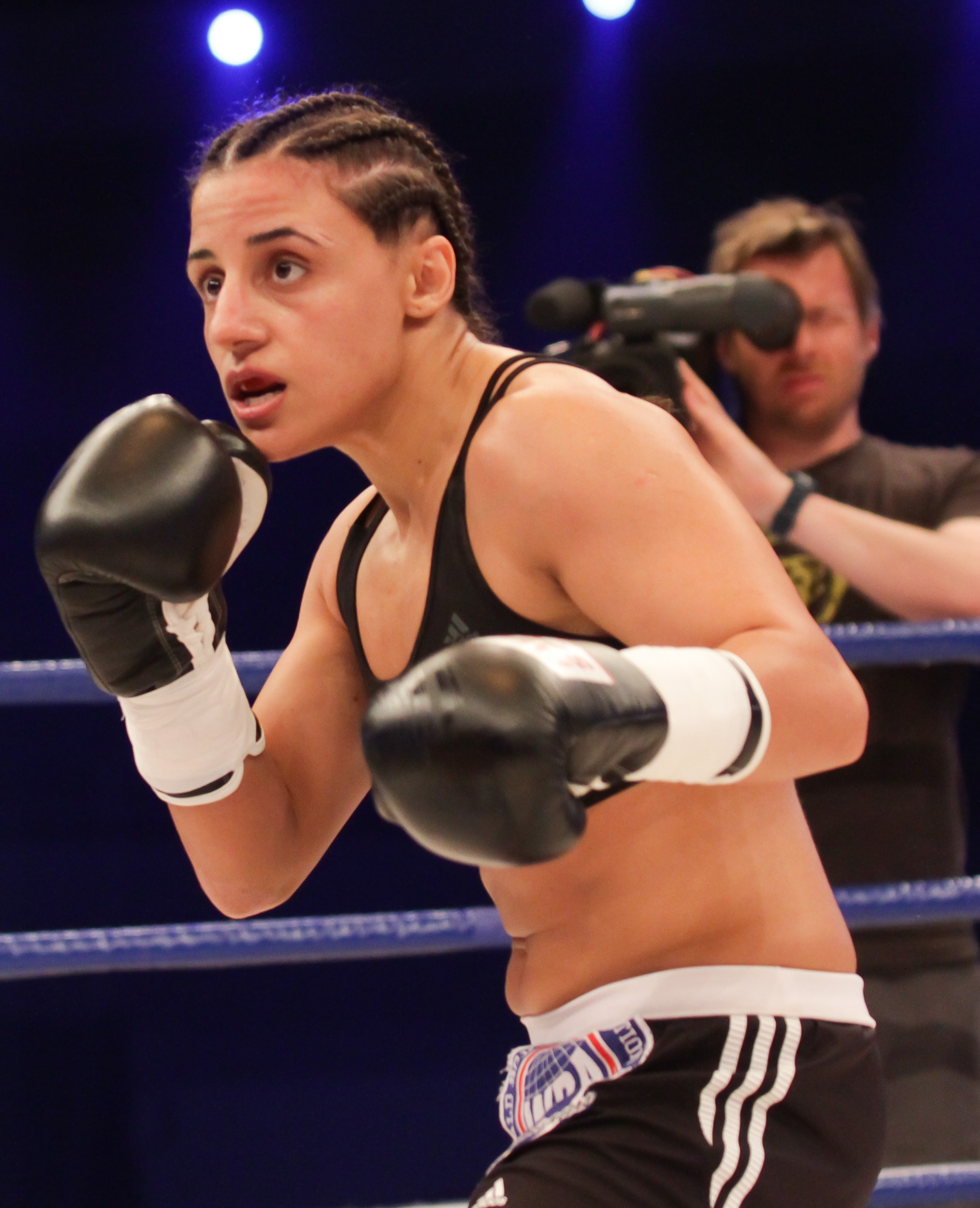

## آمار بوکس حرفه‌ای
| خلاصه بوکس حرفه‌ای |        |        |
| ۳۹ مبارزه         | ۳۶ بُرد | ۲ شکست |
| با ناک‌اوت         | ۱۷     | ۰      |
| با تصمیم داور     | ۱۹     | ۲      |
| بی‌نتیجه           | ۱      | ۱      |

| No. | نتیجه | رکورد    | حریف                             | نوع | راند، زمان   | تاریخ           | مکان                                     | توضیحات                                                                                           |
| --- | ----- | -------- | -------------------------------- | --- | ------------ | --------------- | ---------------------------------------- | ------------------------------------------------------------------------------------------------- |
| ۳۹  | برد   | ۳۶–۲ (۱) | Nevenka Mikulic                  | UD  | ۱۰           | ۳۰ ژوئیه ۲۰۱۶   | Alsterdorfer Sporthalle، هامبورگ، آلمان  | حفظ عناوین WIBF و GBU مگس‌وزن زنان                                                                 |
| ۳۸  | برد   | ۳۵–۲ (۱) | Susana Cruz Perez                | UD  | ۱۰           | ۲ اکتبر ۲۰۱۵    | Inselparkhalle، هامبورگ، آلمان           | حفظ عنوان WBA مگس‌وزن زنان ; برد عناوین بدون متصدی WIBF و GBU مگس‌وزن زنان                          |
| ۳۷  | برد   | ۳۴–۲ (۱) | Naoko Fujioka                    | UD  | ۱۰           | ۸ نوامبر ۲۰۱۴   | Porsche-Arena، اشتوتگارت، آلمان          | حفظ عنوان WBA مگس‌وزن زنان                                                                         |
| ۳۶  | برد   | ۳۳–۲ (۱) | Dan-Bi Kim                       | TKO | 9 (10), ۱:۳۹ | ۳۱ مه ۲۰۱۴      | König Palast، کرفلد، آلمان               | حفظ عنوان WBA مگس‌وزن زنان                                                                         |
| ۳۵  | برد   | ۳۲–۲ (۱) | Simona Galassi                   | UD  | ۱۰           | ۷ دسامبر ۲۰۱۳   | Porsche-Arena، اشتوتگارت، آلمان          | حفظ عنوان WBA مگس‌وزن زنان                                                                         |
| ۳۴  | برد   | ۳۱–۲ (۱) | Carina Moreno                    | UD  | ۱۰           | ۶ ژوئیه ۲۰۱۳    | Westfalenhalle، دورتموند، آلمان          | برد WBA مگس‌وزن زنان                                                                               |
| ۳۳  | برد   | ۳۰–۲ (۱) | Sanae Jah                        | UD  | ۱۰           | ۱ فوریه ۲۰۱۳    | ISS Dome، دوسلدورف، آلمان                | برد عنوان بدون متصدی WBA interim مگس‌وزن زنان                                                      |
| ۳۲  | باخت  | ۲۹–۲ (۱) | Carina Moreno                    | SD  | ۱۰           | ۱ دسامبر ۲۰۱۲   | Burg-Wächter Castello، دوسلدورف، آلمان   | از دست دادن عنوان WBA مگس‌وزن زنان                                                                 |
| ۳۱  | باخت  | ۲۹–۱ (۱) | Melissa McMorrow                 | MD  | ۱۰           | ۱۶ مه ۲۰۱۲      | Brandenburg-Halle، Frankfurt، آلمان      | از دست دادن عناوین WBO, و WIBF مگس‌وزن زنان                                                        |
| ۳۰  | برد   | ۲۹–۰ (۱) | Teeraporn Pannimit               | UD  | ۱۰           | ۲۱ اکتبر ۲۰۱۱   | Brandenburg-Halle، فرانکفورت، آلمان      | حفظ عناوین WBA, WBO, و WIBF مگس‌وزن زنان                                                           |
| ۲۹  | برد   | ۲۸–۰ (۱) | Ana Arrazola                     | UD  | ۱۰           | ۲۶ مارس ۲۰۱۱    | Universum Gym، هامبورگ، آلمان            | حفظ عنوان WIBF مگس‌وزن زنان                                                                        |
| ۲۸  | NC    | ۲۷–۰ (۱) | Arely Muciño                     | NC  | 3 (10), ۰:۲۷ | ۱۷ ژوئیه ۲۰۱۰   | Sport- und Kongresshalle، شورین، آلمان   | حفظ عناوین WBA, WBO, و WIBF مگس‌وزن زنان; NC after Kentikian was cut from an accidental head clash |
| ۲۷  | برد   | ۲۷–۰     | Nadia Raoui                      | SD  | ۱۰           | ۲۴ آوریل ۲۰۱۰   | Alsterdorfer Sporthalle، هامبورگ، آلمان  | حفظ عناوین WBA, WBO, و WIBF مگس‌وزن زنان                                                           |
| ۲۶  | برد   | ۲۶–۰     | Julia Sahin                      | UD  | ۱۰           | ۱۰ اکتبر ۲۰۰۹   | StadtHalle، روستوک، آلمان                | حفظ عناوین WBA و WIBF مگس‌وزن زنان; برد عنوان بدون متصدی مگس‌وزن زنان                               |
| ۲۵  | برد   | ۲۵–۰     | Carolina Marcela Gutierrez Gaite | UD  | ۱۰           | ۴ ژوئیه ۲۰۰۹    | Color Line Arena، هامبورگ، آلمان         | حفظ عناوین WBA و WIBF مگس‌وزن زنان                                                                 |
| ۲۴  | برد   | ۲۴–۰     | Elena Reid                       | UD  | ۱۰           | ۲۰ مارس ۲۰۰۹    | Alsterdorfer Sporthalle، هامبورگ، آلمان  | حفظ عناوین WBA و WIBF مگس‌وزن زنان                                                                 |
| ۲۳  | برد   | ۲۳–۰     | Anastasia Toktaulova             | UD  | ۱۰           | ۵ دسامبر ۲۰۰۸   | Sporthalle Brandberge، Halle، آلمان      | حفظ عناوین WBA و WIBF مگس‌وزن زنان                                                                 |
| ۲۲  | برد   | ۲۲–۰     | Hagar Shmoulefeld Finer          | UD  | ۱۰           | ۲۹ اوت ۲۰۰۸     | Burg-Wächter Castello، دوسلدورف، آلمان   | حفظ عناوین WBA و WIBF مگس‌وزن زنان                                                                 |
| ۲۱  | برد   | ۲۱–۰     | Mary Ortega                      | TKO | 1 (10), ۱:۵۳ | ۱۰ مه ۲۰۰۸      | Sporthalle Brandberge، هاله (شهر)، آلمان | حفظ عناوین WBA و WIBF مگس‌وزن زنان                                                                 |
| ۲۰  | برد   | ۲۰–۰     | Sarah Goodson                    | TKO | 3 (10), ۰:۵۷ | ۲۹ فوریه ۲۰۰۸   | Alsterdorfer Sporthalle، هامبورگ، آلمان  | حفظ عناوین WBA و WIBF مگس‌وزن زنان                                                                 |
| ۱۹  | برد   | ۱۹–۰     | Nadia Hokmi                      | UD  | ۱۰           | ۷ دسامبر ۲۰۰۷   | Alsterdorfer Sporthalle، هامبورگ، آلمان  | حفظ عنوان زنان WBA مگس‌وزن زنان; برد عنوان بدون متصدی WIBF مگس‌وزن زنان                             |
| ۱۸  | برد   | ۱۸–۰     | Shanee Martin                    | TKO | 3 (10), ۱:۱۴ | ۷ سپتامبر ۲۰۰۷  | Burg-Wächter Castello، دوسلدورف، آلمان   | حفظ عنوان زنان WBA مگس‌وزن زنان                                                                    |
| ۱۷  | برد   | ۱۷–۰     | Nadia Hokmi                      | SD  | ۱۰           | ۲۵ مه ۲۰۰۷      | Fight Night Arena، Cologne، آلمان        | حفظ عنوان WBA مگس‌وزن زنان                                                                         |
| ۱۶  | برد   | ۱۶–۰     | Maria Jose Nunez                 | TKO | 3 (10)       | ۳۰ مارس ۲۰۰۷    | Kölnarena، کلن، آلمان                    | حفظ عنوان WBA مگس‌وزن زنان                                                                         |
| ۱۵  | برد   | ۱۵–۰     | Carolina Alvarez                 | TKO | 9 (10), ۰:۲۷ | ۱۶ فوریه ۲۰۰۷   | Fight Night Arena، کلن، آلمان            | برد عنوان بدون متصدی WBA مگس‌وزن زنان                                                              |
| ۱۴  | برد   | ۱۴–۰     | Maja Frenzel                     | TKO | 4 (10), ۱:۳۵ | ۲۱ نوامبر ۲۰۰۶  | Universum Gym، هامبورگ، آلمان            | حفظ عنوان WIBF Inter-Continental مگس‌وزن زنان                                                      |
| ۱۳  | برد   | ۱۳–۰     | Maribel Zurita                   | TKO | 4 (10)       | ۹ سپتامبر ۲۰۰۶  | Bördelandhalle، ماگدبورگ، آلمان          | برد عنوان بدون متصدی WIBF Inter-Continental مگس‌وزن زنان title                                     |
| ۱۲  | برد   | ۱۲–۰     | Daniela Graf                     | UD  | ۱۰           | ۲۵ ژوئیه ۲۰۰۶   | Sportschule Sachsenwald، هامبورگ، آلمان  | برد عنوان بدون متصدی International flyweight زنان آلمان                                           |
| ۱۱  | برد   | ۱۱–۰     | Evgeniya Zablotskaya             | TKO | 2 (6), ۱:۳۲  | ۱۵ آوریل ۲۰۰۶   | Maritim Hotel، ماگدبورگ، آلمان           |                                                                                                   |
| ۱۰  | برد   | ۱۰–۰     | Emilina Metodieva                | TKO | 4 (6), ۱:۳۳  | ۱۴ ژانویه ۲۰۰۶  | Ballhaus، آشرسلبن، آلمان                 |                                                                                                   |
| ۹   | برد   | ۹–۰      | Maria Krivoshapkina              | UD  | ۶            | ۱۳ دسامبر ۲۰۰۵  | Freizeit Arena، سولدن، اتریش             |                                                                                                   |
| ۸   | برد   | ۸–۰      | Svetla Taskova                   | TKO | 2 (6), ۱:۰۸  | ۲۹ اکتبر ۲۰۰۵   | TURM ErlebnisCity، براندنبورگ، آلمان     |                                                                                                   |
| ۷   | برد   | ۷–۰      | Renata Vesecka                   | TKO | 4 (6), ۰:۵۸  | ۱۷ سپتامبر ۲۰۰۵ | Harzlandhalle، ایلزنبرگ، آلمان           |                                                                                                   |
| ۶   | برد   | ۶–۰      | Simona Pencakova                 | TKO | 2 (4), ۱:۱۴  | ۲ ژوئیه ۲۰۰۵    | Color Line Arena، هامبورگ، آلمان         |                                                                                                   |
| ۵   | برد   | ۵–۰      | Albena Atseva                    | TKO | 2 (6)        | ۴ ژوئن۲۰۰۵      | Ballhaus، آشرسلبن، آلمان                 |                                                                                                   |
| ۴   | برد   | ۴–۰      | Juliia Vlasenko                  | TKO | 3 (4), ۱:۵۰  | ۷ مه ۲۰۰۵       | Volkswagen Halle، براونشوایگ، آلمان      |                                                                                                   |
| ۳   | برد   | ۳–۰      | Lucie Sovijusova                 | TKO | 1 (4)        | ۹ مارس ۲۰۰۵     | Sporthalle واندسبک، هامبورگ، آلمان       |                                                                                                   |
| ۲   | برد   | ۲–۰      | Debbie Lohmaier                  | KO  | 1 (4), ۱:۲۳  | ۲۶ فوریه ۲۰۰۵   | Color Line Arena ، هامبورگ، آلمان        |                                                                                                   |
| ۱   | برد   | ۱–۰      | Iliana Boneva                    | UD  | ۴            | ۱۵ ژانویه ۲۰۰۵  | Bördelandhalle ، ماگدبورگ، آلمان         |                                                                                                   |

Source: